# Sunshine on My Shoulders
«Sunshine on My Shoulders» es una canción interpretada por el cantautor estadounidense John Denver. Fue publicada en abril de 1971 como la novena canción de su cuarto álbum de estudio, Poems, Prayers & Promises.

## Recepción de la crítica
Un escritor no especificado de Record World le otorgó el certificado de “Hit of the Week”, y señaló que “Denver anota con esta balada que lo enviará de regreso a casa a la cima de las listas”. Un escritor no especificado de la revista Cash Box escribió: “La balada suave y tierna recibe un tratamiento a la altura de la tarea y, como resultado, las bonitas letras brillan”. Un escritor no especificado de Billboard indicó que “hilos encantadores fluyen junto con su lectura fina y sensible”.

## Créditos y personal
Créditos adaptados desde las notas de álbum de John Denver's Greatest Hits.
Músicos
- John Denver – voces, guitarra, guitarra de doce cuerdas
- Mike Taylor – guitarra
- Dick Kniss – bajo eléctrico
- Lennie Niehaus – arreglos orquestales

Personal técnico
- Milton Okun – productor, conductor
- Jean Kaplow – productor asistente
- Ray Hall – ingeniero de audio

## Posicionamiento

### Gráfica semanal
| Gráfica (1974)                                 | Pico de posición |
| ---------------------------------------------- | ---------------- |
| Australia (Kent Music Report)                  | 40               |
| Canadá (RPM Top Singles)                       | 1                |
| Canadá (RPM Pop Music Playlist)                | 2                |
| Estados Unidos (Billboard Hot 100)             | 1                |
| Estados Unidos (Billboard Easy Listening)      | 1                |
| Estados Unidos (Billboard Hot Country Singles) | 42               |
| Estados Unidos (Cash Box Top 100 Singles)      | 1                |
| Quebec (ADISQ)                                 | 11               |

### Gráfica de fin de año
| Gráfica (1974)                            | Pico de posición |
| ----------------------------------------- | ---------------- |
| Australia (Kent Music Report)             | 103              |
| Canadá (RPM Top Singles)                  | 24               |
| Estados Unidos (Billboard Hot 100)        | 18               |
| Estados Unidos (Billboard Easy Listening) | 10               |
| Estados Unidos (Cash Box Top 100 Singles) | 6                |

## Certificaciones y ventas
| País                                                     | Certificación | Ventas   |
| -------------------------------------------------------- | ------------- | -------- |
| Brasil (PMB)                                             | Oro           | 100 000  |
| Estados Unidos (RIAA)                                    | Oro           | 500 000* |
| *cifras de ventas basadas únicamente en la certificación |               |          |